# 10133 Gerdahorneck
10133 Gerdahorneck este o planetă minoră (asteroid), cu un diametru de 5,445 km, din centura de asteroizi. A fost descoperită pe 15 aprilie 1993 la Observatorul Palomar de Henry E. Holt și a fost numită după Gerda Horneck⁠(d). 
Obiectul prezintă o orbită caracterizată de o semiaxă mare de 2,2931433 UAi, o excentricitate de 0,16, o înclinație de 5,24367 ° în raport cu ecliptica.